# Centaurium chloodes
Centaurium chloodes là một loài thực vật có hoa trong họ Long đởm. Loài này được (Brot.) Samp. mô tả khoa học đầu tiên năm 1913.